# Millennium Galleries

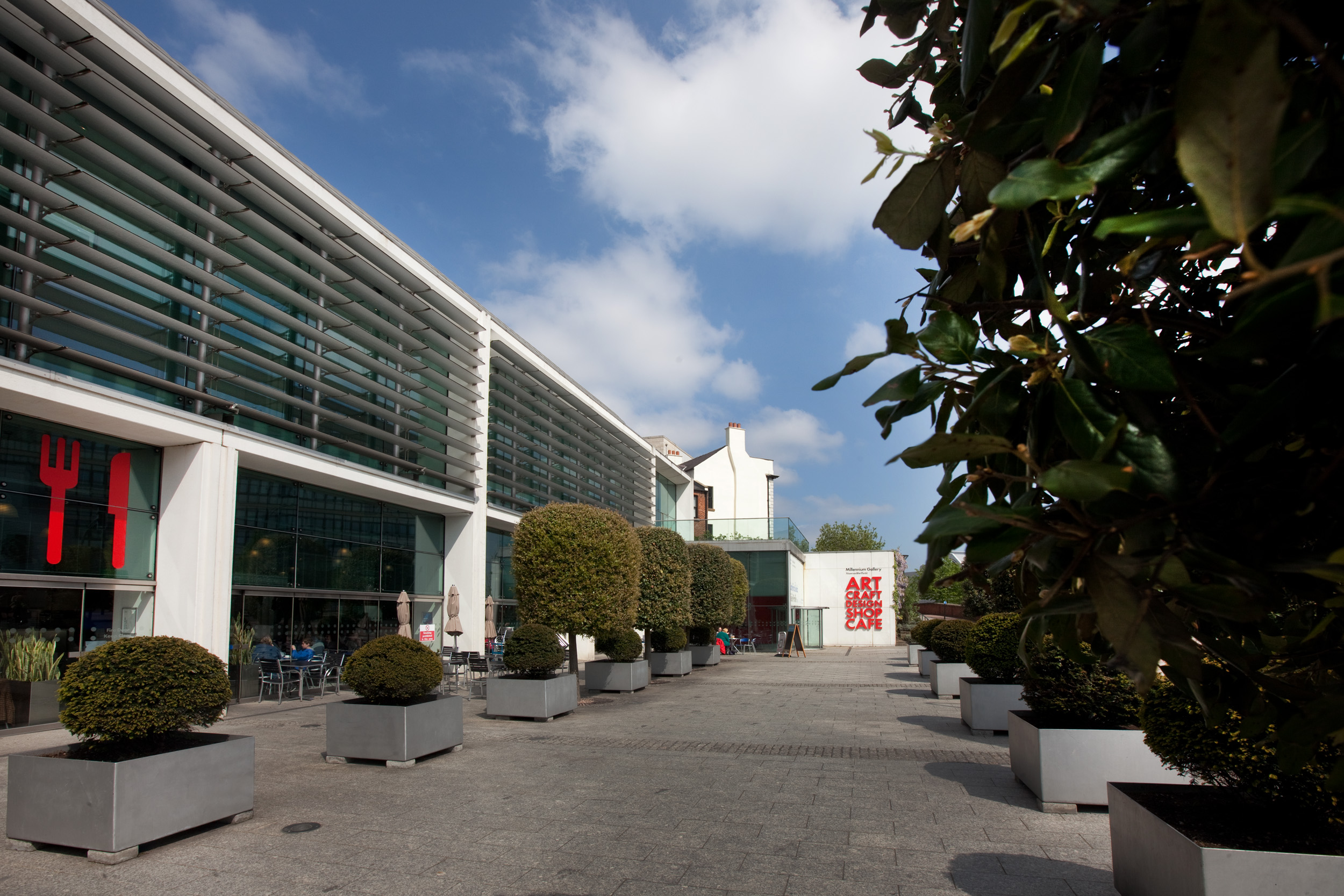
Millennium Gallery visto da Arundel Gate

Millenium Galleries é a denominação de um edifício na cidade de Sheffield, Inglaterra, composto por quatro galerias de arte agrupadas na mesma construção.